# Џон Денвер
Хенри Џон Дојчендорф Млађи (енгл. Henry John Deutschendorf Jr.; 31. децембар 1943 — 12. октобар 1997), познатији као Џон Денвер (енгл. John Denver), био је амерички кантаутор, музичар, музички продуцент, активиста и глумац. Био је један од најпопуларнијих акустичних извођача 1970-их. Његови албуми уживали су велики успех, посебно у САД где су и добијали бројне награде. Најпознатије његове песме су Take Me Home, Country Roads, Annie's Song, Rocky Mountain High, Calypso, Thank God I'm a Country Boy и Sunshine on My Shoulders. Погинуо је у авионској несрећи 12. октобра 1997. године.

## Дискографија
Студијски албуми
- John Denver Sings (1966)
- Rhymes & Reasons (1969)
- Take Me to Tomorrow (1970)
- Whose Garden Was This (1970)
- Poems, Prayers & Promises (1971)
- Aerie (1971)
- Rocky Mountain High (1972)
- Farewell Andromeda (1973)
- Back Home Again (1974)
- Windsong (1975)
- Rocky Mountain Christmas (1975)
- Spirit (1976)
- I Want to Live (1977)
- John Denver (1979)
- Autograph (1980)
- Some Days Are Diamonds (1981)
- Seasons of the Heart (1982)
- It's About Time (1983)
- Dreamland Express (1985)
- One World (1986)
- Higher Ground (1988)
- Earth Songs (1990)
- The Flower That Shattered the Stone (1990)
- Different Directions (1991)
- All Aboard! (1997)

## Одабрана дела
- Denver, John (1979). The Children and the Flowers. Green Tiger Press. ISBN 978-0-914676-28-7.
- Denver, John (1990). Alfie the Christmas Tree. National Wildlife Federation. ISBN 978-0-945051-25-1.
- Take Me Home: An Autobiography. 1994. ISBN 978-0-517-59537-4.
- Denver, John (2004). Poems, Prayers and Promises: The Art and Soul of John Denver. Cherry Lane Music Company. ISBN 978-1-57560-617-0.